# Manuel Ureña Pastor
Manuel Ureña Pastor (ur. 4 marca 1945 w Albaida) – hiszpański duchowny katolicki, arcybiskup Saragossy w latach 2005-2014.

## Życiorys

### Prezbiterat
Święcenia kapłańskie otrzymał 14 lipca 1973. Doktoryzował się z filozofii na rzymskim Angelicum. Przez wiele lat pracował w Walencji jako wykładowca miejscowych instytutów teologicznych.

### Episkopat
8 lipca 1988 papież Jan Paweł II mianował go biskupem ordynariuszem diecezji Ibiza. Sakry biskupiej udzielił mu ówczesny nuncjusz apostolski w Hiszpanii - arcybiskup Mario Tagliaferri.
Następnie w 1991 został przeniesiony do diecezji Alcalá de Henares, a następnie w latach od 1998-2005 był biskupem Kartageny.
12 marca 2005 został mianowany arcybiskupem Saragossy. 12 listopada 2014 papież Franciszek przyjął jego rezygnację z pełnionego urzędu.